# Pro Evolution Soccer 2016
Pro Evolution Soccer 2016 (oficialmente abreviado como PES 2016, y llamado Winning Eleven 2016 en Japón) es un videojuego de fútbol de la serie Pro Evolution Soccer desarrollado y publicado por Konami. El juego fue anunciado el 12 de junio de 2015, salió a la venta el 15 de septiembre de 2015 en América y el 17 de septiembre del mismo año en el resto del Mundo.
PES 2016 obtuvo el premio a «Mejor juego de deportes» en la Gamescom 2015, por segundo año consecutivo. Esta mención ya la había ganado el año anterior con PES 2015.

## Demostración
La demo del Pro Evolution Soccer 2016 fue lanzada el 13 de agosto de 2015 para PlayStation 3, PlayStation 4, Xbox 360 y Xbox One. Contó con los clubes europeos, Juventus, Roma y Bayern de Múnich y brasileños, Corinthians y Palmeiras y las selecciones nacionales de Brasil y Francia. Los estadios disponibles fueron el Juventus Stadium y el Arena Corinthians.

## Novedades
La celebración de Francesco Totti en la que se saca una selfie con los aficionados fue agregada a las celebraciones disponibles para editar jugadores, entre otros nuevos festejos.
Durante el Electronic Entertainment Expo 2015 (E3 2015), se anunció que Konami había extendido su licencia de la UEFA Champions League, la UEFA Europa League y la UEFA Supercup hasta 2018.

### Aspectos mejorados
Sistema avanzado de colisiones: La nueva física ha sido lograda con un sistema de colisiones mejorado significativamente, calculando cómo interactúan los jugadores y creando un resultado único que depende de los tipos de impactos.
Fuerza aérea: Las disputas aéreas de balón son una experiencia única. Usa el analógico izquierdo para derribar al oponente e interrumpir a un jugador más corpulento y potente.
Control 1 contra 1: El control de juego 1 contra 1 ha sido mejorado, ofreciendo un amplio rango de movimientos con los controles existentes. Los tiempos de respuesta han sido mejorados permitiéndole a los jugadores maniobrar en situaciones difíciles.
Jugador inteligente: Es posible una combinación de 2 a 3 jugadores para mejorar el concepto de estrategia de equipo, que depende del tipo de táctica que elijas para tu equipo.
Portero ID: Han sido añadido nuevos parámetros de portería que ahora varían entre atrapar, despejar, estirarse y desvío.
Control de celebración: Una novedad en la serie, los usuarios tienen control total sobre las celebraciones de los jugadores al anotar un gol.
Nueva Liga Máster: La Liga Máster se renueva totalmente, permitiendo a los usuarios sumergirse en el mundo directivo del fútbol. Cada elemento ha sido rediseñado o reelaborado, desde los vibrantes e involucrados menús hasta el nuevo y emocionante sistema de transferencia de jugadores.
Clima dinámico: Ha sido introducido un clima cambiante, con la posibilidad de que comience a llover durante el partido. Combinado con una física del balón cada vez más realistas, la lluvia cambia la forma en la que el partido puede ser jugado, con pases más rápidos o jugadores menos habilidosos que les costará controlar el balón.
myClub: Las mejoras introducen un sistema de nivel de jugador y jugadores exclusivos para este modo.
Ángulo dinámico de cámara: El nuevo ángulo te da un mayor campo de visión, lo que te permite mejorar la planificación y ajustar a tus jugadores para competir en disputas aéreas, o ver inteligentes desplazamientos gracias a la IA del jugador. Dependiendo de en qué parte del campo está ubicado el balón, la cámara se inclinará y se acercará o alejará para asegurar que el usuario pueda tener la mejor visión posible durante el juego.

## Portada
La portada del juego estuvo protagonizada por el español Álvaro Morata y el brasileño Neymar, quien volvería a aparecer, tras estar en la tapa de PES 2013, acompañando a Cristiano Ronaldo.
| Región         | Jugador(es)          |
| -------------- | -------------------- |
| Global         | Álvaro Morata Neymar |
| América Latina | Neymar               |

## Competiciones
El 10 de septiembre de 2015 fueron confirmadas todas las competiciones -licenciadas y no licenciadas- que trajo Pro Evolution Soccer 2016. La Primera División de Chile volvió a aparecer, tras haber estado en PES 2014; pero, esta vez, sin licencia y con sólo los equipos participantes en la Copa Libertadores 2015 y la Copa Sudamericana 2014 licenciados. Mismo es el caso de la Primera División de Argentina, que trajo licenciados a Banfield, Belgrano, Newell's Old Boys y Vélez Sarsfield, más los participantes en la Copa Libertadores 2015 y la Copa Sudamericana 2014. La Serie A tuvo todos los equipos licenciados menos el Sassuolo. Las demás ligas fueron las mismas que en la edición anterior.
| Clubes          | Clubes                 | Clubes     | Clubes     |
| Nacionales      | Nacionales             | Nacionales | Nacionales |
| Región          | Competición            | Licencia   | Notas      |
| --------------- | ---------------------- | ---------- | ---------- |
| Inglaterra      | Premier League         | 3          |            |
| Inglaterra      | Championship           | 4          |            |
| Inglaterra      | FA Cup                 | 2          |            |
| Inglaterra      | Community Shield       | 2          |            |
| Francia         | Ligue 1                | 1          |            |
| Francia         | Ligue 2                | 1          |            |
| Francia         | Copa de Francia        | 2          |            |
| Francia         | Supercopa de Francia   | 2          |            |
| Italia          | Serie A                | 3          |            |
| Italia          | Serie B                | 4          |            |
| Italia          | Copa Italia            | 2          |            |
| Italia          | Supercopa de Italia    | 2          |            |
| España          | Liga BBVA              | 1          |            |
| España          | Liga Adelante          | 1          |            |
| España          | Copa del Rey           | 2          |            |
| España          | Supercopa de España    | 2          |            |
| Portugal        | Primeira Liga          | 3          |            |
| Portugal        | Copa de Portugal       | 2          |            |
| Portugal        | Supercopa de Portugal  | 2          |            |
| Países Bajos    | Eredivisie             | 1          |            |
| Países Bajos    | KNVB Beker             | 2          |            |
| Países Bajos    | Johan Cruijff-Schaal   | 2          |            |
| Brasil          | Brasileirão            | 2          |            |
| Brasil          | Copa de Brasil         | 2          |            |
| Argentina       | Primera División       | 3          |            |
| Argentina       | Copa Argentina         | 2          |            |
| Argentina       | Supercopa Argentina    | 2          |            |
| Chile           | Campeonato Scotiabank  | 3          | Vuelve     |
| Chile           | Copa Chile             | 2          | Vuelve     |
| Europa          | Liga PEU               | 4          |            |
| Europa          | Copa PEU               | 5          |            |
| Europa          | Supercopa de la PEU    | 5          |            |
| América         | Liga PLA               | 4          |            |
| América         | Copa PLA               | 4          |            |
| Asia            | Liga PAS               | 5          |            |
| Asia            | Copa PAS               | 5          |            |
| Asia            | Supercopa de la PAS    | 5          |            |
| Internacionales |                        |            |            |
| Europa          | UEFA Champions League  | 1          |            |
| Europa          | UEFA Europa League     | 1          |            |
| Europa          | UEFA Supercup          | 1          |            |
| Latinoamérica   | Copa Libertadores      | 1          |            |
| Latinoamérica   | Copa Sudamericana      | 1          |            |
| Latinoamérica   | Recopa Sudamericana    | 1          |            |
| Asia            | AFC Champions League   | 1          |            |
| Global          | Copa Mundial de Clubes | 2          |            |

| Selecciones nacionales | Selecciones nacionales    | Selecciones nacionales | Selecciones nacionales |
| Región                 | Competición               | Licencia               | Notas                  |
| ---------------------- | ------------------------- | ---------------------- | ---------------------- |
| Europa                 | Eurocopa                  | 1                      |                        |
| América                | Copa América              | 5                      |                        |
| África                 | Copa Africana de Naciones | 2                      |                        |
| Asia Oceanía           | Copa de Asia y Oceanía    | 5                      |                        |
| Global                 | Copa Mundial de la FIFA   | 2                      |                        |

1: Licenciada.
2: Logo y nombre de la competición no están licenciados.
3: Logo y nombre de la competición, más escudos y nombres de algunos equipos no están licenciados.
4: Logo y nombre de la competición, más escudos y nombres de todos los equipos no están licenciados.
5: Ficticia.
1. ↑  Club licenciado: Manchester United.
2. ↑  Club no licenciado: Sassuolo.
3. ↑  Clubes licenciados: Benfica, Porto y Sporting de Lisboa.
4. ↑  Clubes licenciados: Banfield, Belgrano, Boca Juniors, Estudiantes (LP), Gimnasia y Esgrima (LP), Godoy Cruz, Huracán, Lanús, Newell's Old Boys, Racing Club, River Plate, Rosario Central, San Lorenzo y Vélez Sarsfield. Se licenciaron Independiente a través del DLC 1.00, Arsenal y Tigre a través del DLC 2.00 y Argentinos Juniors, Defensa y Justicia y Unión a través del DLC 3.00.
5. ↑  Clubes licenciados: Cobresal, Colo-Colo, Deportes Iquique, Huachipato, Palestino, Universidad Católica y Universidad de Chile. Se licenciaron Santiago Wanderers y Universidad de Concepción a través del DLC 2.00 y Deportes Antofagasta y San Luis de Quillota a través del DLC 3.00.
6. ↑  Competición licenciada a través del DLC 3.00.

## Otros equipos
| Europeos         | Europeos                |
| Región           | Equipo                  |
| ---------------- | ----------------------- |
| Azerbaiyán       | Qarabağ FK              |
| Bélgica          | KAA Gent                |
| Chipre           | APOEL FC                |
| Croacia          | Dinamo Zagreb           |
| República Checa  | Sparta Praha            |
| Finlandia        | HJK Helsinki            |
| Alemania         | FC Bayern de Múnich     |
| Alemania         | Borussia MG             |
| Alemania         | VFL Wolfsburg           |
| Grecia           | Olympiacos FC           |
| Grecia           | Panathinaikos F.C.      |
| Israel           | Maccabi Tel Aviv        |
| Italia           | MA Zebra                |
| Italia           | Brutie                  |
| Italia           | LG White Blue           |
| Rusia            | FC Zenit St. Petersburg |
| Serbia           | FK Partizan             |
| Suiza            | FC Basel 1893           |
| Turquía          | Galatasaray             |
| Ucrania          | FC Dynamo Kiev          |
| Latinoamericanos |                         |
| Brasil           | EC Bahía                |
| Brasil           | Botafogo                |
| Brasil           | Criciúma                |
| Brasil           | E.C. Vitória            |
| Argentina        | AC Aqua Stripe          |
| Argentina        | ER Black Stripe         |

1. 1 2 3 4 5 6 7 8  Equipo añadido mediante el DLC 1.00
2. 1 2 3  Equipo añadido mediante el DLC 3.00
3. 1 2  Equipo añadido mediante el DLC 2.00
4. ↑  Es Ascoli Picchio sin licencia.
5. ↑  Es Brescia Calcio sin licencia.
6. ↑  Es Virtus Entella sin licencia.
7. ↑  Es Atlético Tucumán sin licencia.
8. ↑  Es Patronato sin licencia.

## Selecciones nacionales
Los cambios con respecto a PES 2015, fueron la pérdida de las licencias de Grecia y Portugal, pero se recupera tras el DLC 3.0 y el reemplazo de Finlandia y Montenegro por Albania e Islandia, ambas totalmente licenciadas en el DLC 3.0, también como novedad, el regreso de las licencias de Croacia, República Checa, Inglaterra, Irlanda del Norte y Turquía, por primera vez, a Eslovaquia, Gales y Ucrania. Para esta edición, la selección de Japón, está licenciada en la versión japonesa.
| Región                | Selección              | Licencia | Notas |
| --------------------- | ---------------------- | -------- | ----- |
| Europa                | Albania                | 1        | Nueva |
| Europa                | Austria                | 2        |       |
| Europa                | Bélgica                | 2        |       |
| Europa                | Bosnia-Herzegovina     | 3        |       |
| Europa                | Bulgaria               | 2        |       |
| Europa                | Croacia                | 1        |       |
| Europa                | República Checa        | 1        |       |
| Europa                | Dinamarca              | 2        |       |
| Europa                | Inglaterra             | 1        |       |
| Europa                | Francia                | 1        |       |
| Europa                | Alemania               | 1        |       |
| Europa                | Grecia                 | 2        |       |
| Europa                | Hungría                | 2        |       |
| Europa                | Islandia               | 1        | Nueva |
| Europa                | Irlanda                | 2        |       |
| Europa                | Israel                 | 2        |       |
| Europa                | Italia                 | 1        |       |
| Europa                | Países Bajos           | 1        |       |
| Europa                | Irlanda del Norte      | 1        |       |
| Europa                | Noruega                | 2        |       |
| Europa                | Polonia                | 2        |       |
| Europa                | Portugal               | 1        |       |
| Europa                | Rumanía                | 2        |       |
| Europa                | Rusia                  | 2        |       |
| Europa                | Escocia                | 2        |       |
| Europa                | Serbia                 | 2        |       |
| Europa                | Eslovaquia             | 1        |       |
| Europa                | Eslovenia              | 2        |       |
| Europa                | España                 | 1        |       |
| Europa                | Suecia                 | 2        |       |
| Europa                | Suiza                  | 2        |       |
| Europa                | Turquía                | 1        |       |
| Europa                | Ucrania                | 1        |       |
| Europa                | Gales                  | 1        |       |
| África                | Argelia                | 3        |       |
| África                | Burkina Faso           | 3        |       |
| África                | Camerún                | 2        |       |
| África                | Costa de Marfil        | 2        |       |
| África                | Egipto                 | 2        |       |
| África                | Ghana                  | 3        |       |
| África                | Guinea                 | 3        |       |
| África                | Mali                   | 3        |       |
| África                | Marruecos              | 2        |       |
| África                | Nigeria                | 3        |       |
| África                | Senegal                | 3        |       |
| África                | Sudáfrica              | 2        |       |
| África                | Túnez                  | 3        |       |
| África                | Zambia                 | 3        |       |
| Norte y Centroamérica | Costa Rica             | 2        |       |
| Norte y Centroamérica | Honduras               | 3        |       |
| Norte y Centroamérica | Jamaica                | 3        |       |
| Norte y Centroamérica | México                 | 3        |       |
| Norte y Centroamérica | Panamá                 | 3        |       |
| Norte y Centroamérica | Estados Unidos         | 3        |       |
| América del Sur       | Argentina              | 2        |       |
| América del Sur       | Bolivia                | 2        |       |
| América del Sur       | Brasil                 | 1        |       |
| América del Sur       | Chile                  | 2        |       |
| América del Sur       | Colombia               | 2        |       |
| América del Sur       | Ecuador                | 3        |       |
| América del Sur       | Paraguay               | 3        |       |
| América del Sur       | Perú                   | 2        |       |
| América del Sur       | Uruguay                | 2        |       |
| América del Sur       | Venezuela              | 3        |       |
| / Asia/Oceanía        | Australia              | 2        |       |
| / Asia/Oceanía        | China                  | 3        |       |
| / Asia/Oceanía        | Irán                   | 3        |       |
| / Asia/Oceanía        | Irak                   | 3        |       |
| / Asia/Oceanía        | Japón                  | 1*       |       |
| / Asia/Oceanía        | Jordania               | 3        |       |
| / Asia/Oceanía        | Kuwait                 | 3        |       |
| / Asia/Oceanía        | Líbano                 | 3        |       |
| / Asia/Oceanía        | Corea del Norte        | 3        |       |
| / Asia/Oceanía        | Omán                   | 3        |       |
| / Asia/Oceanía        | Qatar                  | 3        |       |
| / Asia/Oceanía        | Arabia Saudita         | 3        |       |
| / Asia/Oceanía        | Corea del Sur          | 3        |       |
| / Asia/Oceanía        | Tailandia              | 3        |       |
| / Asia/Oceanía        | Emiratos Árabes Unidos | 3        |       |
| / Asia/Oceanía        | Uzbekistán             | 3        |       |
| / Asia/Oceanía        | Nueva Zelanda          | 2        |       |

1: Licenciados el uniforme y los jugadores.
2: Sólo licenciados los jugadores.
3: Sin licencia.
- Solo en la versión japonesa

1. 1 2 3 4 5 6 7 8 9 10 11  Licenciada mediante el DLC 3.00

## Comentaristas
| Idioma   | Región     | Comentarista(s)                           | Notas |
| -------- | ---------- | ----------------------------------------- | ----- |
| Español  | Argentina  | Mariano Closs Fernando Niembro            |       |
| Español  | Chile      | Fernando Solabarrieta Patricio Yáñez      |       |
| Español  | España     | Carlos Martínez Julio Maldonado (Maldini) |       |
| Español  | México     | Christian Martinoli Luis García           |       |
| Inglés   | Inglaterra | Peter Drury Jim Beglin                    |       |
| Italiano | Italia     | Fabio Caressa Luca Marchegiani            |       |
| Japonés  | Japón      | Jon Kabira Tsuyoshi Kitazawa              |       |

## Banda sonora
La canción We Will Rock You, de Queen, encabezó la lista de canciones. Ésta ya estuvo en Pro Evolution Soccer 2 y apareció en el tráiler del juego.
| Autor(es)                                                      | Canción                        |
| -------------------------------------------------------------- | ------------------------------ |
| Queen                                                          | We Will Rock You               |
| Joywave                                                        | Somebody New                   |
| Broken Bells                                                   | After the Disco                |
| Passion Pit                                                    | Lifted Up (1985)               |
| Asgeir                                                         | In Harmony                     |
| St. Lucia                                                      | Elevate                        |
| Royal Blood                                                    | Figure It Out                  |
| Saint Motel                                                    | My Type                        |
| Dillon Francis Sultan & Ned Shepard ft. The Chain Gang of 1974 | When We Were Young             |
| Clean Bandit ft. Jess Glynne                                   | Rather Be                      |
| Madeon ft. Kyan                                                | You’re On                      |
| Vinyl Theatre                                                  | Shine On                       |
| CTS                                                            | Love the Past, Play the Future |

## Estadios
El 10 de septiembre, junto con las competiciones y las selecciones, se oficializaron cuáles fueron los estadios que aparecieron en el videojuego. El Arena Corinthians y el Beira-Rio fueron las novedades, junto con el St. Jakob Park, estadio de la final de la Liga Europea de la UEFA 2015-16.

### PlayStation 4 y Xbox One
| Licenciados    | Licenciados | Licenciados               | Licenciados                  |        |
| Número         | Región      | Estadio                   | Notas                        |        |
| -------------- | ----------- | ------------------------- | ---------------------------- | ------ |
| 1              | Italia      | Giuseppe Meazza           |                              |        |
| 2              | Italia      | San Siro                  |                              |        |
| 3              | Suiza       | St. Jakob Park            | Nuevo                        |        |
| 4              | Inglaterra  | Old Trafford              |                              |        |
| 5              | Alemania    | Allianz Arena             |                              |        |
| 6              | Italia      | Juventus Stadium          |                              |        |
| 7              | Francia     | Stade de France           | Nuevo                        |        |
| 8              | Brasil      | Estadio Mineirão          |                              |        |
| 9              | Brasil      | Arena Corinthians         | Nuevo                        |        |
| 10             | Brasil      | Estadio Beira-Rio         | Nuevo                        |        |
| 11             | Brasil      | Estádio do Morumbi        |                              |        |
| 12             | Brasil      | Estadio Urbano Caldeira   |                              |        |
| 13             | Brasil      | Estadio Maracaná          | Nuevo                        |        |
| 14             | Japón       | Saitama Stadium 2002      |                              |        |
| No licenciados |             |                           |                              |        |
| Número         | Región      | Estadio                   | Nombre verdadero             | Notas  |
| 15             | Desconocida | KONAMI Stadium            | Estadio Mundialista de Ulsan |        |
| 16             | Desconocida | Metropole Arena           | Emirates Stadium             |        |
| 17             | Desconocida | Estadio de Escorpião      | Estadio Azteca               |        |
| 18             | Desconocida | Estadio del Nuevo Triunfo | Power8 Stadium               |        |
| 19             | Desconocida | Burg Stadion              | Weserstadion                 |        |
| 20             | Desconocida | Stade de Sagittaire       | Stade Gerland                | Vuelve |
| 21             | Desconocida | Studio Orione             | Stadio Angelo Massimino      | Vuelve |
| 22             | Desconocida | Estadio del Martingal     | Estadio de la Cerámica       | Nuevo  |
| 23             | Desconocida | Rose Park Stadium         | Villa Park                   | Vuelve |
| 24             | Desconocida | Coliseo de los Deportes   | Coliseum Alfonso Pérez       | Nuevo  |

| 1. 2. 3. 4. 5. |

### PC, PlayStation 3 y Xbox 360
| Licenciados    | Licenciados | Licenciados               | Licenciados                  |
| Número         | Región      | Estadio                   | Notas                        |
| -------------- | ----------- | ------------------------- | ---------------------------- |
| 1              | Italia      | Giuseppe Meazza           |                              |
| 2              | Italia      | San Siro                  |                              |
| 3              | Suiza       | St. Jakob Park            | Nuevo                        |
| 4              | Inglaterra  | Old Trafford              |                              |
| 5              | Alemania    | Allianz Arena             |                              |
| 6              | Italia      | Juventus Stadium          |                              |
| 7              | Francia     | Stade de France           | Vuelve                       |
| 8              | Brasil      | Estádio do Morumbi        |                              |
| 9              | Brasil      | Estadio Urbano Caldeira   |                              |
| 10             | Japón       | Saitama Stadium 2002      |                              |
| No licenciados |             |                           |                              |
| Número         | Región      | Estadio                   | Nombre verdadero             |
| 11             | Desconocida | KONAMI Stadium            | Estadio Mundialista de Ulsan |
| 12             | Desconocida | Metropole Arena           | Emirates Stadium             |
| 13             | Desconocida | Estadio de Escorpião      | Estadio Maracana             |
| 14             | Desconocida | Estadio del Nuevo Triunfo | Power8 Stadium               |
| 15             | Desconocida | Burg Stadion              | Weserstadion                 |

| 1. 2. 3. 4. |

## Actualizaciones

### DLC 1.00
Fue lanzado el 29 de octubre de 2015 e incluyó:
- Actualización de traspasos y jugadores retirados.
- Más de setenta nuevas caras de jugadores.
- Uniformes actualizados.
- Nuevas botas de Adidas, Nike, New Balance, Umbro y Mizuno.
- Nuevo balón.
- Siete nuevos equipos europeos y uno argentino:
  -  Qarabağ
  -  APOEL
  -  HJK
  -  Panathinaikos
  -  Partizan Belgrade
  -  Maccabi Tel Aviv
  -  Galatasaray
  -  Independiente
- Añadido equipo sin licencia:
  -  Brutie (Brescia)

### DLC 2.00
Fue lanzado el 3 de diciembre de 2015 e incluyó:
- Actualización de traspasos y jugadores retirados hasta el 19 de octubre.
- Copa Sudamericana 2015.
- Estadio Maracaná para PlayStation 4 y Xbox One.
- 51 nuevas caras de jugadores.
- Más de 100 nuevos uniformes.
- Nuevas botas de Joma, Mizuno y Puma.
- 2 nuevos balones.
- Añadidos equipos sin licencias para:
  -  MA Zebra (Ascoli Calcio 1898)
  -  LG White Bluen (Virtus Entella)

### DLC 3.00
Fue lanzado el 24 de marzo de 2016 e incluyó:
- UEFA Euro 2016.
- Stade de France.
- Actualización de traspasos del mercado invernal de 2016.
- Mejoras y cambios en los valoraciones de más de 1400 jugadores.
- Actualización de uniformes para clubes europeos y sudamericanos.
- Añadidos equipos sin licencias para:
  -  AC Aqua Stripe (Atlético Tucumán)
  -  ER Black Stripe (Club Patronato)
- Licencia oficial, con sus respectivos uniformes y plantillas, para:
  -  Inglaterra
  -  Gales
  -  Alemania
  -  España
  -  Portugal
  -  Italia
  -  Ucrania
  -  República Checa
  -  Croacia
  -  Eslovaquia
  -  Islandia
  -  Turquía
  -  Albania
  -  Irlanda del Norte
  -  Francia

- -  Dinamo Zagreb
  -  Argentinos Juniors
  -  Defensa y Justicia
  -  Unión
  -  Deportes Antofagasta
  -  San Luis de Quillota
- Nuevas botas de Adidas, Nike y Puma.
- Añadidos los balones oficiales de la UEFA Champions League y la UEFA Euro 2016:
  - UCL Finale Milano 2016 OMB
  - EURO 16 OMB
- 199 nuevos rostros de jugadores.